# Ségolène Royal
Marie-Ségolène Royal ( Ségolène Royal, IPA: [sego'lɛn ʁwaj'al]), (Szenegál, Dakar, 1953. szeptember 22.) francia baloldali politikus.
A francia nemzetgyűlés képviselője, a francia szocialista párt prominens tagja. 2006. november 16-án a Szocialista Párt őt választotta jelöltjének a 2007-es franciaországi köztársaságielnök-választásra. A Harmadik Út, illetve a törvény és rend politikái tisztelőjeként, a kormányzati decentralizáció és a részvételi demokrácia hirdetőjeként ismert. A 2014. márciusi helyhatósági választások után a környezetvédelemért, a fenntartható fejlődésért és az energiaügyekért felelős miniszterré nevezték ki Manuel Valls kormányában.

## Élete

### Családi háttere
A szenegáli fővárosban született Hélène Dehaye és Jacques Royal – egy korábbi tüzértiszt, Chamagne (Vosges) város polgármesterének segédje – gyermekeként. Szüleinek kilenc év alatt nyolc gyermeke született: Marie-Odette, Marie-Nicole, Gérard, Marie-Ségolène, Antoine, Paul, Henry és Sigisbert. Apja úgy gondolkodott, hogy a lányok engedelmességre és szaporodásra születtek, nem tanulásra. Gyakran mondta: „Öt gyermekem van és három lányom.”
A fiatal Marie-Ségolène-nek meg kellett küzdenie apjával, hogy továbbtanulhasson. Meglepetésére felvették Párizs egyik elit egyetemére, a Párizsi Politikai Tanulmányok Intézetébe (röviden Po). 1971 nyarán au pair volt Dublinban, Írországban. 1972-ben, 19 éves korában beperelte az apját, aki nem volt hajlandó elválni, és gyermektartást fizetni, valamint a gyermekei taníttatásához hozzájárulni is. Több éves per után nyert, de már csak valamivel azt megelőzően, hogy Jacques Royal 1981-ben tüdőrákban meghalt. Ségolène hatására nyolc gyermekéből hatan nem akarták újra látni.
2006 szeptemberében testvére, Antoine Royal felfedte, hogy másik testvérük, Gérard Royal hadnagy részt vett abban a titkosszolgálati akcióban, amikor 1985. július 10-én az új-zélandi Auckland kikötőjében felrobbantották a Greenpeace hajóját, a Rainbow Warriort, megölve Fernando Pereira fotóst. Részvétele korábban is ismert volt a hatóságok előtt, de az új-zélandi kormány nem kérte kiadatását, mivel lezárták az ügyet és nem nyitották meg újra.

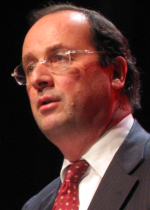
François Hollande

Unokatestvére, Anne-Christine Royal a szélsőjobboldali Front National ("Nemzeti Front") jelöltje volt egy helyi választáson Limoges-ban.
Ségolène Royal elvégezte az elit École nationale d’administration (ENA) közigazgatási főiskolát, mint a francia politikai elit jórésze. Egy osztályba járt Dominique de Villepin miniszterelnökkel.
Az 1970-es évek végétől 2007-ig François Hollande, a Szocialista Párt vezető politikusának az élettársa volt, akit az ENÁ-n ismert meg. Négy gyermekük van: Thomas (született 1984-ben), Clémence (1985), Julien (1987) és Flora (1993). Nem házasodtak össze, kötelékük a francia PACS jogintézmény volt (pacte civil de solidarité, "polgári szolidaritási egyezség), amely nemtől függetlenül ismeri el hivatalosnak a párkapcsolatot.

## Politikai pályája
Miután 1980-ban végzett, egy közigazgatási bíróság bírájaként (conseiller) dolgozott. Már ezt megelőzőn, 1978-ban csatlakozott a Szocialista Párt VI. kerületi szervezetéhez Párizsban. Jacques Attali, François Mitterrand elnök különleges tanácsadója figyelt fel rá 1982-ben és stábjába fogadta. 1988-ig a chargée de mission alacsony rangú tisztséget viselte.
Ségolène Royalt háromszor választotta nemzetgyűlési képviselőjéül a közép-nyugat-franciaországi Deux-Sèvres megye (1988-1992, 1993-1997, 2002–). Jelölése az "ejtőernyőzésnek" (parachutage) nevezett francia politikai hagyomány példája - ennek lényege, hogy tehetségesnek ítélt párizsi politikusokat vidéki választókörzetekben indítanak. Neki nem elsőrangú körzetet adtak, hiszen egy az Unió a Francia Demokráciáért egy jól beágyazott jelöltjével kellett megküzdenie és Mitterand még meg is jegyezte neki: „Nem fog nyerni, de legközelebb már igen.” Royal azonban nyert, és ezt mondta: "Pour un parachutage, l'atterrissage est réussi." ("Ami az ejtőernyőzést illeti, a leszállás sikeres volt.")

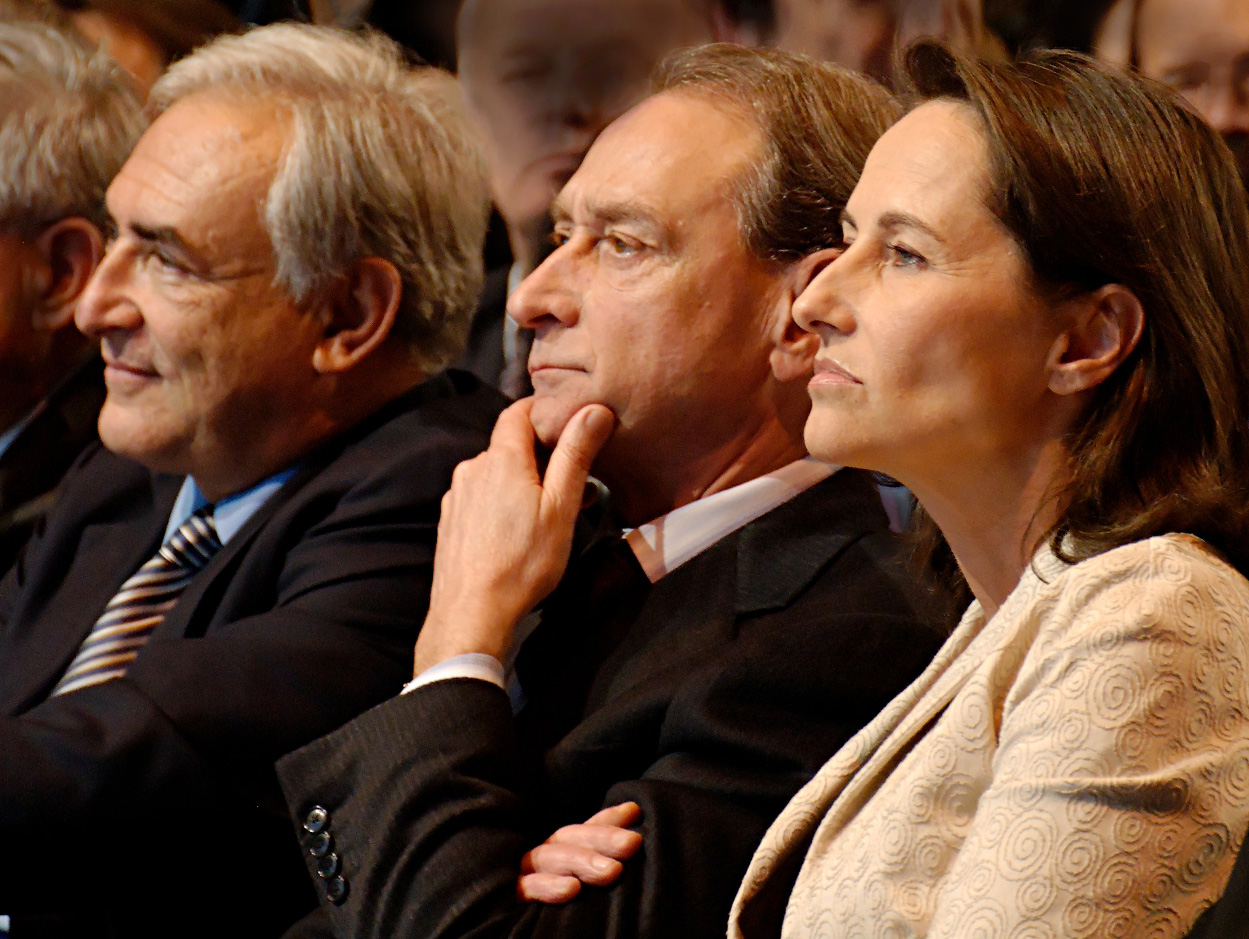
Ségolène Royal (jobbra) 2007. február 6-án, egy találkozón Dominique Strauss-Kahnnal (balra) és Bertrand Delanoë-val (középen)

Nem volt ilyen sikeres minden választáson: amikor 1992 és 1993 közt környezetvédelmi miniszter volt, nem tudta megválasztatni magát polgármesternek Niortban, miután a helyi szocialista polgármester Royal jelöléskor mégis indult, de már függetlenként. Egyes források szerint már 1995-ben fontolgatta, hogy kísérletet tesz az elnökjelöltség megszerzésére, de ekkor erről lemondott. Amikor a baloldal megnyerte az 1997-es francia parlamenti választásokat, indult a nemzetgyűlési elnöki posztért, de pártja Laurent Fabiust választotta meg. Kárpótlásként Lionel Jospin kormányában helyettes oktatási miniszteri posztot kapott, majd 2000 és 2002 közt helyettes család- és gyermekügyi miniszter volt.
2004. március 28-án több, mint 55 százalékos eredménnyel Poitou-Charentes közigazgatási régió elnökének választották a Jean-Pierre Raffarin támogatta Elizabeth Morinnel szemben, aki pedig hazai pályán indult. Megtartotta nemzetgyűlési mandátumát is.

## Az elnökválasztáson

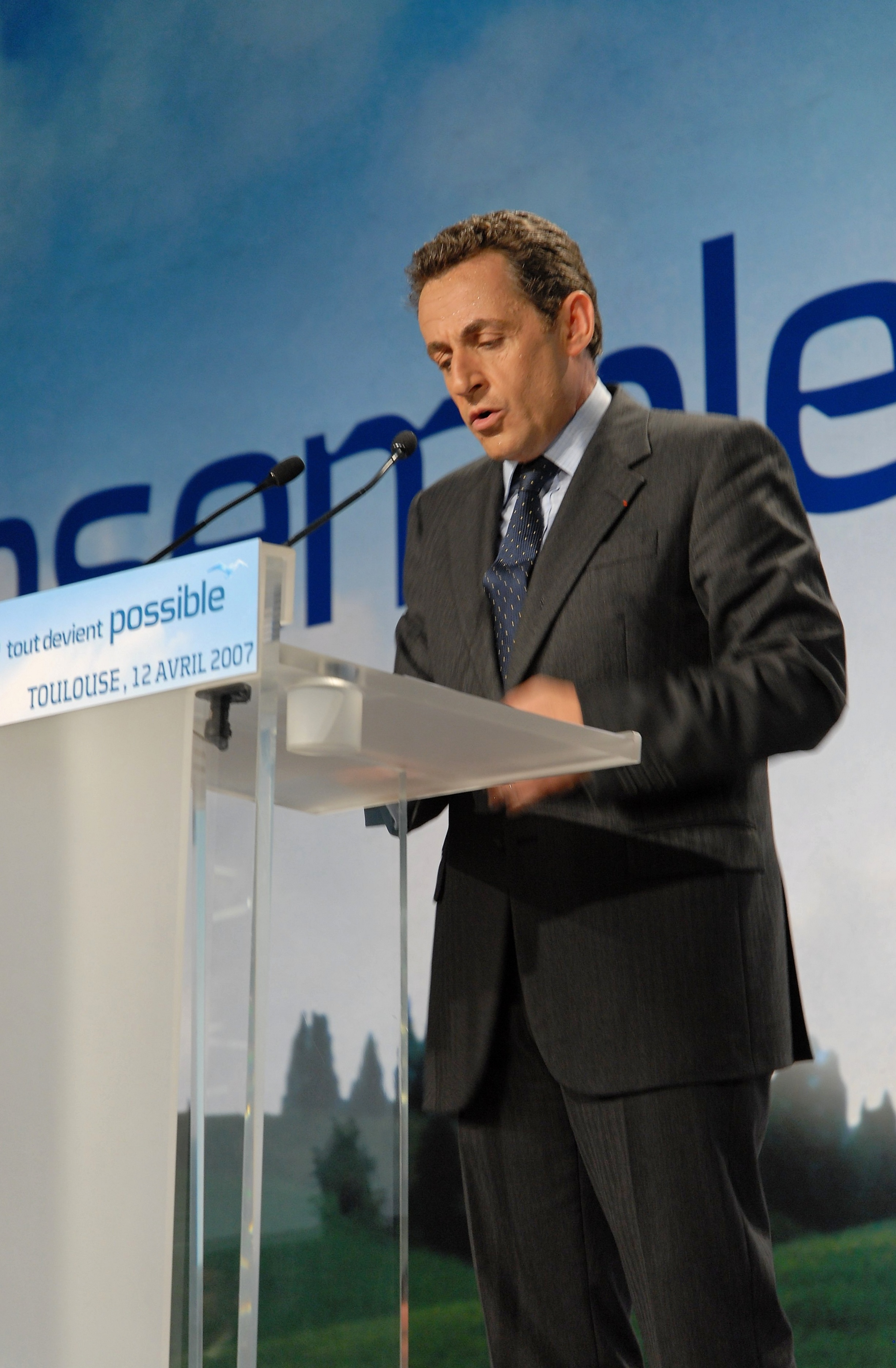
Sarkozy a kampányban

## Külső hivatkozások
- Ségolène Royal – avagy sikeres cáfolat a gyenge nő képére?
- Ségolène Royal hivatalos nemzetgyűlési oldala
- Ségolène Royal elnökválasztási kampányoldala